# بيدرو ماغايانيس
بيدرو ماغايانيس (بالإسبانية: Pedro Magallanes)‏ هو مدرب كرة قدم ولاعب كرة قدم أرجنتيني في مركز الوسط، ولد في 14 يونيو 1956 في أفيانيدا في الأرجنتين. لعب مع أرجنتينوس جونيورز وإنديبندينتي وتاليريس كوردوبا وروزاريو سنترال وفانكوفر وايتكابس ونادي راسينغ.